# Алекс Мерет
Алекс Мерет (італ. Alex Meret, нар. 22 березня 1997, Удіне) — італійський футболіст, воротар клубу «Наполі» і національної збірної Італії.

## Клубна кар'єра
Народився 22 березня 1997 року в місті Удіне. Вихованець футбольної школи клубу «Удінезе». З 2015 року став залучатися до тренувань і матчів дорослої команди. Його дебют за удінців відбувся 12 лютого 2015 року в матчі національного кубка проти «Аталанти». Всього за рідний клуб провів дві гри у Кубку Італії. Влітку 2016 року Алекс був орендований клубом Серії Б СПАЛ, в якому провів два сезони і в першому допоміг команді вийти до Серії А. Більшість часу, проведеного у складі СПАЛа, був основним голкіпером команди. Відзначався досить високою надійністю, пропускаючи в іграх чемпіонату в середньому менше одного голу за матч.
5 липня 2018 року Алекс Мерет став гравцем «Наполі», перейшовши з «Удінезе» за 22 млн євро. Контракт з «Наполі» розрахований на 5 років. Із сезону 2019/20 став основним воротарем неаполітанської команди.

## Виступи за збірні
2012 року дебютував у складі юнацької збірної Італії, взяв участь у 39 іграх на юнацькому рівні, пропустивши 41 гол. У складі команди до 19 років він виступав на юнацькому чемпіонаті Європи 2016 року, де був основним голкіпером італійців і дійшов до фіналу, поступившись французам.
З 2018 року залучався до складу молодіжної збірної Італії, у складі якої поїхав на домашній молодіжний чемпіонат Європи 2019 року.
Наприкінці того ж 2019 року дебютував в іграх за головну збірну Італії. Був включений до її заявки на чемпіонат Європи 2020 року.

## Статистика виступів

### Статистика клубних виступів
Станом на 28 травня 2021
| Сезон              | Команда            | Чемпіонат          | Чемпіонат | Чемпіонат | Національний кубок | Національний кубок | Національний кубок | Континентальні кубки | Континентальні кубки | Континентальні кубки | Інші змагання | Інші змагання | Інші змагання | Усього | Усього |
| Сезон              | Команда            | Ліга               | Ігор      | Голів     | Ліга               | Ігор               | Голів              | Ліга                 | Ігор                 | Голів                | Ліга          | Ігор          | Голів         | Ігор   | Голів  |
| ------------------ | ------------------ | ------------------ | --------- | --------- | ------------------ | ------------------ | ------------------ | -------------------- | -------------------- | -------------------- | ------------- | ------------- | ------------- | ------ | ------ |
| 2015–16            | «Удінезе»          | A                  | 0         | -0        | КІ                 | 2                  | -3                 | -                    | -                    | -                    | -             | -             | -             | 2      | -3     |
| 2016–17            | СПАЛ               | B                  | 30        | -26       | КІ                 | 2                  | -5                 | -                    | -                    | -                    | -             | -             | -             | 32     | -31    |
| 2017–18            | СПАЛ               | A                  | 13        | -16       | КІ                 | 0                  | -0                 | -                    | -                    | -                    | -             | -             | -             | 13     | -16    |
| Усього за СПАЛ     | Усього за СПАЛ     | Усього за СПАЛ     | 43        | -42       |                    | 2                  | -5                 |                      | -                    | -                    |               | -             | -             | 45     | -47    |
| 2018–19            | «Наполі»           | A                  | 14        | -9        | КІ                 | 1                  | -2                 | ЛЧ+ЛЄ                | 0+6                  | -7                   | -             | -             | -             | 21     | -18    |
| 2019–20            | «Наполі»           | A                  | 22        | -33       | КІ                 | 1                  | 0                  | ЛЧ                   | 6                    | -4                   | -             | -             | -             | 29     | -37    |
| 2020–21            | «Наполі»           | A                  | 22        | -29       | КІ                 | 1                  | -2                 | ЛЄ                   | 5                    | -5                   | СІ            | 0             | 0             | 26     | -35    |
| Усього за «Наполі» | Усього за «Наполі» | Усього за «Наполі» | 58        | -71       |                    | 3                  | -4                 |                      | 17                   | -16                  |               | 0             | 0             | 78     | -91    |
| Усього за кар'єру  | Усього за кар'єру  | Усього за кар'єру  | 101       | -113      |                    | 7                  | -12                |                      | 17                   | -16                  |               | 0             | 0             | 125    | -141   |

### Статистика виступів за збірну
Станом на 28 травня 2021
| Дата       | Місто   | Господарі | Результат | Гості      | Турнір            | Голи | Примітки |
| ---------- | ------- | --------- | --------- | ---------- | ----------------- | ---- | -------- |
| 18-11-2019 | Палермо | Італія    | 9 – 1     | Вірменія   | Відбір до ЧЄ 2020 | -1   | 76'      |
| 28-5-2021  | Кальярі | Італія    | 7 – 0     | Сан-Марино | товариський матч  | -    | 62'      |
| Усього     |         | Матчів    | 2         |            | Голів             | -1   |          |

| Дата      | Місто             | Господарі | Результат | Гості    | Турнір                         | Голи | Примітки |
| --------- | ----------------- | --------- | --------- | -------- | ------------------------------ | ---- | -------- |
| 22-3-2018 | Перуджа           | Італія    | 1 – 1     | Норвегія | Товариський матч               | -1   |          |
| 25-3-2019 | Фрозіноне         | Італія    | 2 – 2     | Хорватія | Товариський матч               | -2   |          |
| 16-6-2019 | Болонья           | Італія    | 3 – 1     | Іспанія  | Молодіжне Євро-2019 - 1-й етап | -1   |          |
| 19-6-2019 | Болонья           | Італія    | 0 – 1     | Польща   | Молодіжне Євро-2019 - 1-й етап | -1   |          |
| 22-6-2019 | Реджо-нель-Емілія | Бельгія   | 1 – 3     | Італія   | Молодіжне Євро-2019 - 1-й етап | -1   |          |
| Усього    |                   | Матчів    | 5         |          | Голів                          | -6   |          |

## Титули і досягнення
- Чемпіон Італії (2):

«Наполі»: 2022–23, 2024–25
- Володар Кубка Італії (1):

«Наполі»: 2019-20
Збірні
- Чемпіон Європи: 2020